# Alburnus belvica
Alburnus belvica é uma espécie de peixe actinopterígeo da família Cyprinidae.
Pode ser encontrada nos seguintes países: Albânia, Grécia e República da Macedónia.